# Iljusjin Il-28
Iljusjin Il-28, kort Il-28 (NATO-rapporteringsnamn: Beagle), är ett jetbombplan som ursprungligen byggdes för det sovjetiska flygvapnet och var det första sovjetiska jetbombplanet som började tillverkas i stor skala. Flygplanet licenstillverkades i Kina som Hong H-5. NATO kallade både bombflygplanet, spaningsversionen (Il-28R) och torpedbombplanet (Il-28T) för Beagle. Skolversionen (Il-28U) kallades för Mascot. Man har uppskattat att den totala produktionen av Il-28 i de båda länderna är någonstans mellan 2 000 och 6 000 flygplan. Flera hundra flygplan var ännu i tjänst inne på 1990-talet, mer än 40 år efter att tillverkningen inleddes.

## Historia och konstruktion

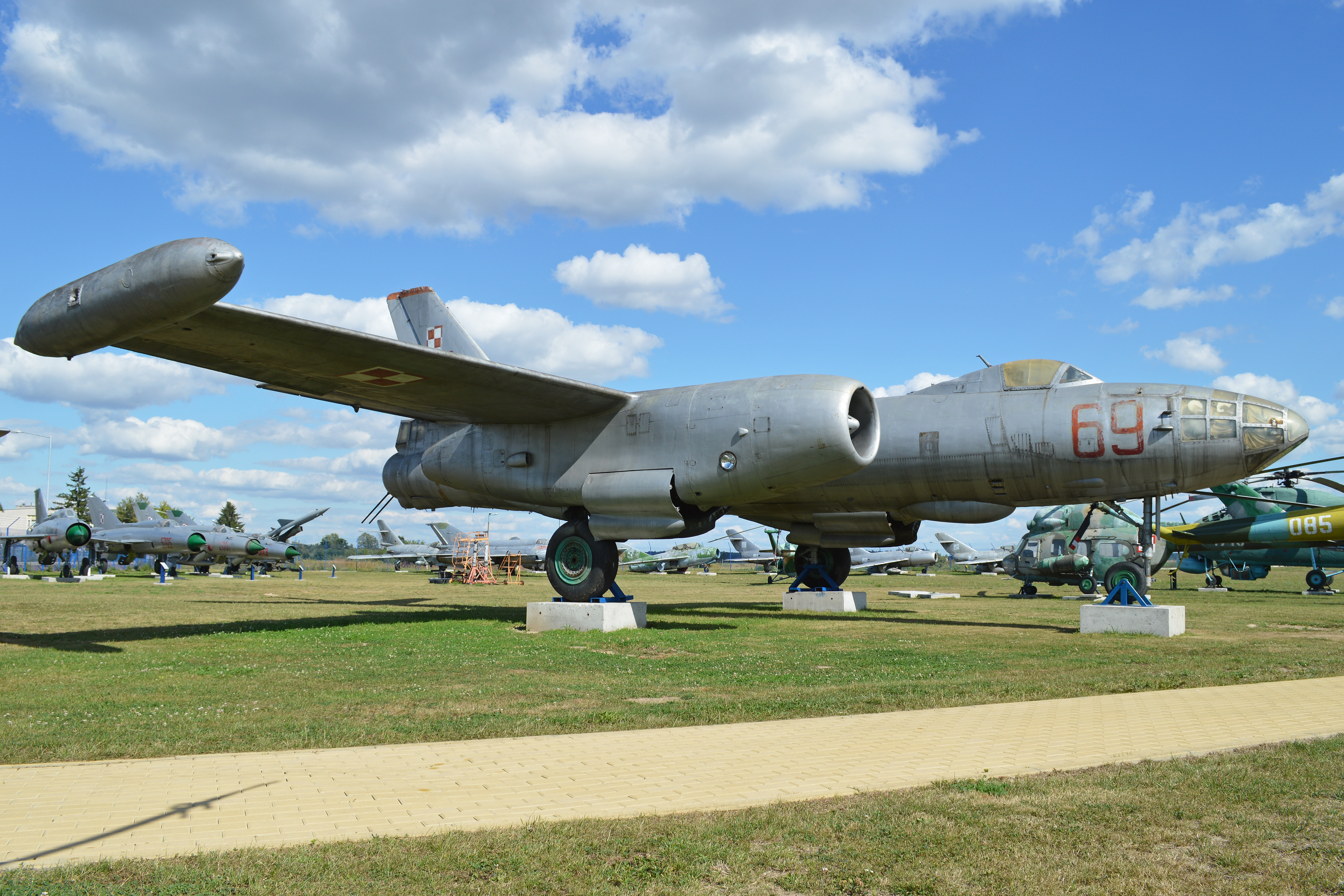
Spaningsversionen Il-28R

Flygplanet har en konventionell konstruktion, med höga, raka vingar som bär stora motorer. Bombfällaren befinner sig i den inglasade nosen och i bakre delen av flygplanet finns ett kanontorn med två automatkanoner. Dessa egenskaper gör att flygplanet påminner om de bombplan som föregick det under andra världskriget. Den bakåtsvepta fenan, pilotens bubbelformade huv och katapultstol var dock mera lika flygplanen av dess egen era, vilket gjorde flygplanet till en blandning av gamla och nya egenskaper. Landställen fälldes in i motorkåpan och liknar den senare konstruktionen kring den nedlagda Baade-152.
Il-28 exporterades till ett stort antal länder och kom att tjäna i omkring 20 länders flygvapen, allt från Warszawapaktens länder till flygvapen i Mellanöstern och Afrika. Det egyptiska flygvapnet var en av de första kunderna och israelerna prioriterade dessa bombplan när man slog ut flygplan på marken under Suezkrisen, sexdagarskriget och Jom kippurkriget. Sovjetunionen var i färd med att låta kubanerna starta lokal produktion av flygplanet, men detta avbröts av Kubakrisen, vilken ledde till att Nikita Chrusjtjov sa nej till att inleda produktionen. Flygplanstypen såg begränsad strid i Vietnamkriget och med de sovjetiska styrkorna i Afghanistan. Fyra före detta egyptiska och två före detta sovjetiska Il-28:or (alla med egyptiska besättningar) användes av det nigerianska flygvapnet i Biafrakriget. Jemenitiska Il-28:or deltog i det jemenitska inbördeskriget. Det finländska flygvapnet hade även fyra flygplan av denna typ. De levererades mellan 1961 och 1966 och förblev i tjänst fram till 1980-talet.
Sovjetunionen tog flygplanstypen ur tjänst på 80-talet. De sista sovjetisktillverkade Il-28-bombplanen flög ännu på 90-talet i Egypten. Även i Kina flög flera hundra kinesiskbyggda H-5:or ännu in på 90-talet samt ett mindre antal i Nordkorea och Rumänien. De tre kinesisktillverkade huvudtyperna är bombplanet H-5, skolflygplanet HJ-5 och spaningsflygplanet H-5R (HZ-5). 

## Användning i Finland

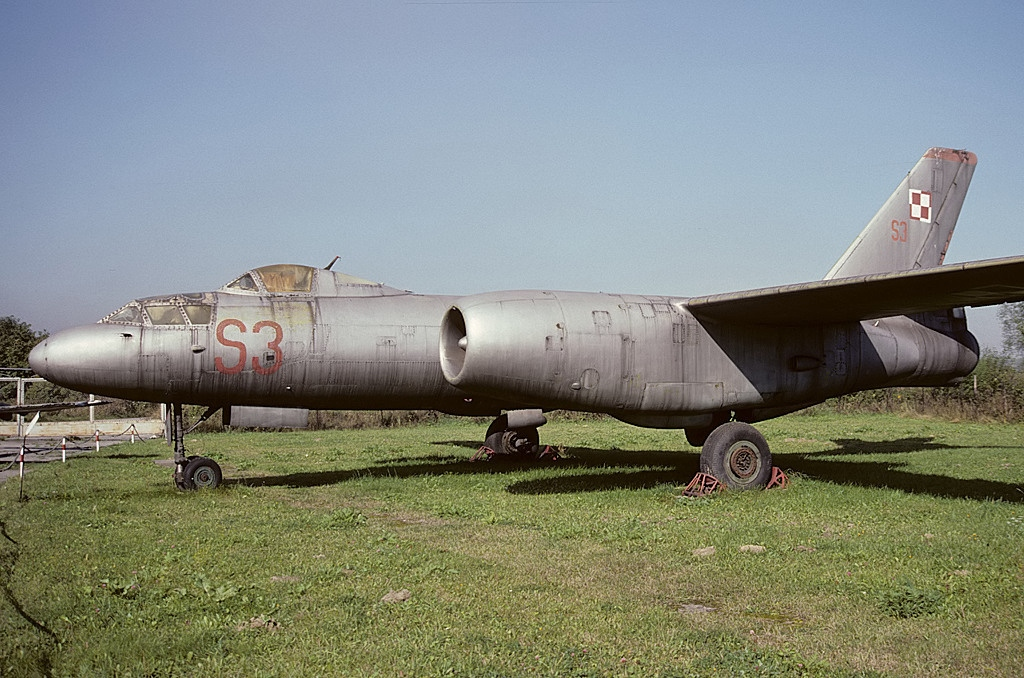
Skolversionen Il-28U med dubbla kupoler.

Det första finska Il-28-flygplanet, "NH-1", landade på Uttis flygfält den 28 januari 1960. Den finländska flygplansbeteckningen för detta flygplan "NH" var desamma som initialerna på den sovjetiske ledaren Nikita Chrusjtjov (finsk stavning; "Nikita Hruštšov") och detta ledde snart till att flygplanet fick smeknamnet "Nikita" eller "Nikke". Flygplanen tillhörde Transportdivisionen och deras hemmaflygfält var Uttis. NH-1 var det första jetplanet vid Utti. NH-2 anlände till Finland den 23 juni 1961 och de sista två i januari 1966. Flygplanstypen användes i Finland som målbogserings- flygfotograferings-, sjöbevaknings-, spanings- och luftprovtagningsflygplan. 

### Varianter

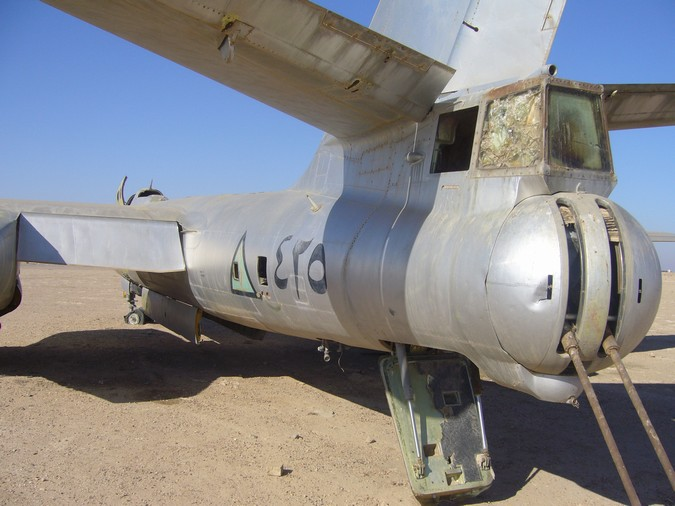

- Il-28 Beagle – bombflygplansversion.
- Il-28R – spaningsversion.
- Il-28T – torpedbombplansversion.
- Il-28P – civil version för Aeroflots posttjänst.
- Il-28U Mascot – skolversion.
- H-5 – kinesisk bombplansversion.
- HJ-5 – kinesisk skolversion.
- H-5R eller (HZ-5) – kinesisk spaningsversion.
- B-5 – exportbeteckning för H-5.
- B-228 – tjeckoslovakiska flygvapnets beteckning.

## Användare

### Civila användare
- Aeroflot

### Tidigare användare
- Afghanistan
- Albanien
- Algeriet
- Bulgarien
- Egypten
- Finland
- Indonesien
- Irak
- Kina
- Kuba
- Marocko
- Nigeria
- Nordjemen
- Nordkorea
- Nordvietnam
- Polen
- Rumänien
- Somalia
- Sovjetunionen
- Sydjemen
- Syrien
- Tjeckoslovakien
- Ungern
- Vietnam
- Östtyskland

## Relaterat innehåll
- Wikimedia Commons har media som rör Iljusjin Il-28.